# Freibad an der Falkenwiese

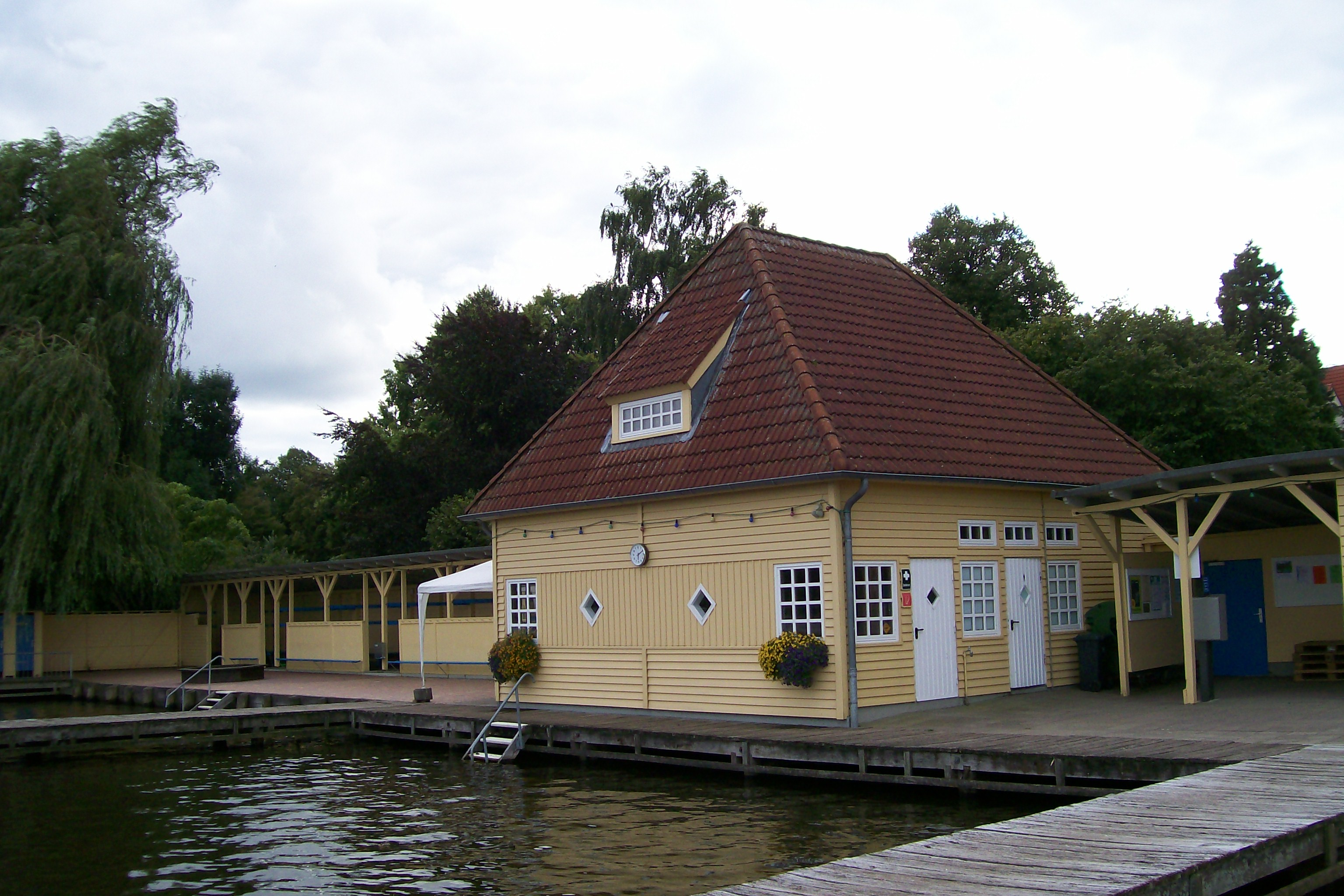
Freibad an der Falkenwiese, August 2007

Das Freibad an der Falkenwiese (auch Naturbad Falkenwiese) ist ein unter Denkmalschutz stehendes Flussschwimmbad in der Hansestadt Lübeck (Schleswig-Holstein). 
Das Freibad liegt östlich der Altstadtinsel an der seit dem Mittelalter gestauten Wakenitz in Höhe der Falkenwiese am Wakenitzufer im Stadtteil St. Jürgen. Es wird auch für kulturelle Veranstaltungen genutzt.

## Geschichte

### Kreidemannsche Anstalt

Freibad etwa um 1826

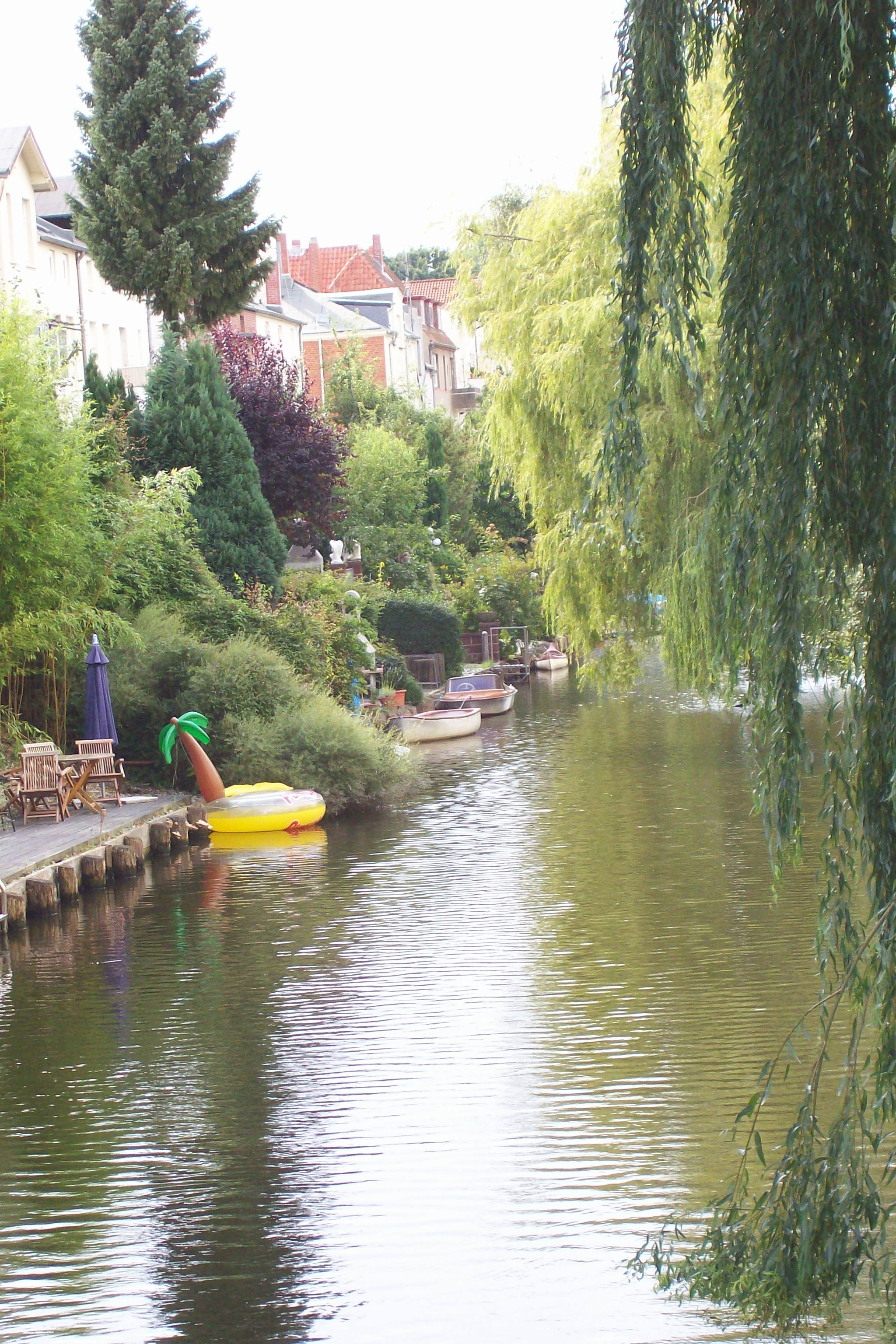
An der Stelle des Wakenitzdükerkanals befand sich von 1799 bis 1898 die Kreidemannsche Anstalt

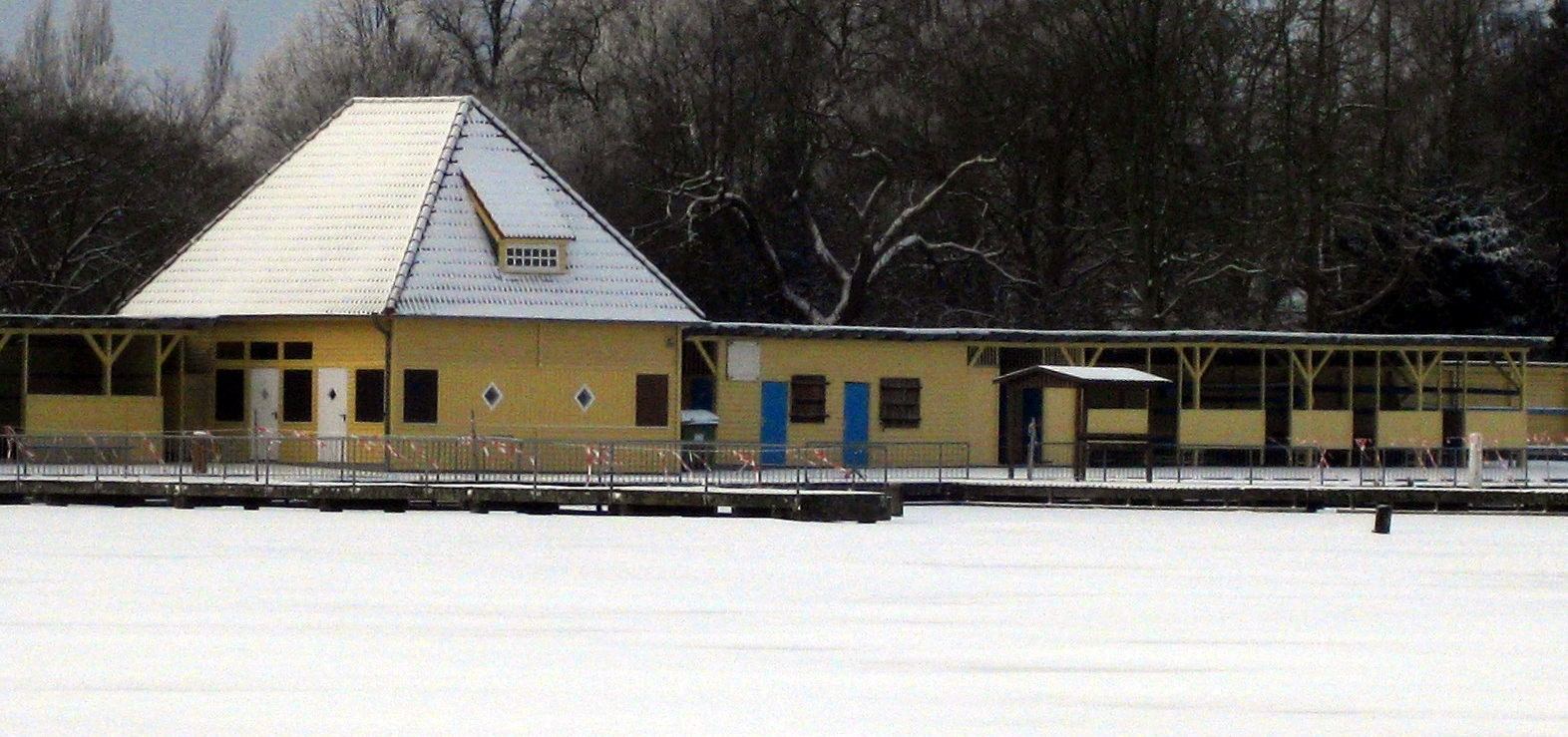
Das Freibad bei zugefrorener Wakenitz vom Fluss-Ostufer, Dezember 2010

Bereits seit 1799 hatte Lübeck an der Wakenitz eine von der Gesellschaft zur Beförderung gemeinnütziger Tätigkeit errichtete und unterhaltene Badeanstalt besessen, die der Schwimmlehrer Anton Kreidemann als Kreidemannsche Anstalt südlich des heutigen Freibades in Höhe der später angelegten Dorotheenstraße angelegt hatte. Es war eines der ältesten Schwimmbäder Norddeutschlands und verfügte über ein Schwimmbecken, von dem aus Schwimmer die Wakenitz erreichen konnten. Die Badeanstalt mit zunächst acht Umkleidekabinen wurde mehrfach erweitert. Das private Schwimmbad wurde 1898 abgerissen, als es dem Düker im Zusammenhang mit dem Bau des Elbe-Lübeck-Kanals weichen musste. Er entwässerte die Wakenitz nach dem Bau des Falkendamms in Richtung Mühlenteich. Vom Düker flussabwärts hatte die seenartig gestaute Wakenitz in ihrem nördlichen Bereich eine geringe Fließgeschwindigkeit.

### Freibad Falkenwiese
Die Stadt Lübeck baute als Ersatz für die Kreidemannsche Anstalt an der Falkenwiese ein neues Freibad. Die Falkenwiese war im Mittelalter für Falkenzucht und -jagd genutzt worden. Das Schwimmbad wurde am 20. Juni 1899 als Badeanstalt Falkenwiese eröffnet, im Jahr darauf entstand in direkter Nachbarschaft der Lübecker Schulgarten. Zunächst war der Besuch des Freibades nur Männern erlaubt. Seit 1907 durften auch Frauen die Anstalt täglich an einigen Stunden besuchen. Bis in die 1980er Jahre hatte die aus Holz gebaute Badeanstalt getrennte Eingänge für Männer und Frauen, die den direkten Zugang zu den Umkleideräumen jeweils für Männer und Frauen ermöglichten. Der Besuch war kostenlos, lediglich die Benutzung von Warmwasserduschen musste bezahlt werden. Besonders beliebt war das Freibad insbesondere bei den Anwohnern im Quartier zwischen der Moltkestraße, Falkenwiese, Falkenstraße und Wakenitzufer, in dem zu Beginn des 20. Jahrhunderts mehrstöckige Wohnhäuser, aber auch Doppel- und Einzelwohngebäude entstanden. Baulücken auf früheren Gärtnereiflächen wurden nach Ende des Zweiten Weltkriegs geschlossen.
Als die Stadt Lübeck in den 80er Jahren in finanzielle Nöte geriet, wurde immer wieder die Schließung des Freibades diskutiert; insbesondere nachdem das Gebäude durch Brandstiftung im Sommer 1989 beschädigt worden war. Bürgerprotest ließ die Stadt von ihrem Vorhaben abrücken, das Gebäude wurde wieder hergestellt und unter 1997 unter Denkmalschutz gestellt.
Im September 1999 gründeten Lübecker Bürger einen Förderverein, um die Lübecker Schwimmbäder GmbH zu unterstützen, den Betrieb dauerhaft sicherzustellen und die Betriebs- und Unterhaltskosten zu senken. Im Juli 2001 wurde das Freibad von der Stadt als örtliches umwelt- und entwicklungspolitisches Projekt im Sinne der Agenda 21 der UNESCO anerkannt. Die Anerkennung als Agenda-21-Projekt des Landes Schleswig-Holstein erhielt der Förderverein für das Freibad im Oktober 2001 vom Landesamt für Natur und Umwelt. Verbunden war die Anerkennung mit einem Zuschuss von 5.000 Mark. Im selben Jahr erklärte sich die Stadt bereit, einen neuen Ponton als Ersatz für eine Holzplattform in der Wakenitz anteilig zu finanzieren. Der Förderverein plante zudem, das Freibad um eine Liegewiese zu erweitern, um es für Familien mit Kindern attraktiver zu gestalten. Die dafür nötige Fläche stellte die Stadt mit Beschluss der Bürgerschaft im Januar 2002 zur Verfügung. Dafür wurde der Wanderweg an der Wakenitz verlegt; der benachbarte Spielplatz wurde verkleinert. Bis zur Anlage der Liegewiese hatten Benutzern lediglich die hölzernen Badestege sowie gepflasterte Flächen vor den Dusch- und Umkleideräumen zur Verfügung gestanden. Das Freibad wurde außerdem mit einem Zeltdach versehen, das Veranstaltungen ermöglicht.
Im Jahr 2005 belegte der Förderverein Naturbad Falkenwiese den vierten Platz des Schleswig-Holsteinischen Bürgerpreises. Im Jahr 2006 erhielt das Public-Private-Partnership-Projekt Drei Naturbäder, zu dem neben dem Freibad an der Falkenwiese das auf der Ostseite gelegene Wakenitzfreibad Marli sowie das Freibad Eichholz an der Wakenitz gehören, einen Innovationspreis der Zeitschrift Behörden Spiegel und des Bundesverbandes PPP.

## Anlage und Nutzung
Das Freibad, das mit 50-Meter-Bahnen wettkampfgeeignet ist, hat eine Wassertiefe zwischen 40 Zentimetern und 1,20 Meter im 1220 Quadratmeter großen Nichtschwimmerbereich sowie 2,80 Meter bis drei Meter Tiefe im Schwimmerteil von 2750 Quadratmeter Größe. Es verfügt über ein Ein-Meter-Sprungbrett, ein Drei-Meter-Sprungbrett und eine Wasserrutsche. Für Veranstaltungen ist es mit einem 250 Quadratmeter großen Zeltdach sowie einer Seebühne mit mobilem Dach ausgerüstet. Es wird für Schwimmunterricht und eine Vielzahl von Veranstaltungen wie Theater- und Musikaufführungen, Sommerfeste und Lesungen genutzt. So veranstaltete die Deutsch-Iberoamerikanische Gesellschaft Lübeck 2003 im Freibad die Fiesta Latina mit der portugiesischen Band Calypso und anderen Künstlern. Das private Lübecker Theater Partout gastierte im Freibad mit Aufführungen wie Der gläserne Bogen im Jahr 2003 oder der Oscar-Wilde-Adaption Der Fischer und seine Seele im Jahr 2005. Im Juni 2006 las der Schriftsteller und Dramaturg John von Düffel in einer Veranstaltung des Lübecker Buddenbrookhauses im Freibad aus seinem Debütroman Vom Wasser und dem Erzählungsband Schwimmen.
Seit 1998 ist das Freibad Ziel des Schwimmwettbewerbs WakenitzMan. Bekanntester Teilnehmer war 2011 der Extremschwimmer Bruno Dobelmann, dem wenige Tage zuvor als erstem Schwimmer die doppelte Beltquerung gelungen war.